# Städtebauliche Entwicklungsmaßnahme
Eine städtebauliche Entwicklungsmaßnahme (SEM) ist eine städtebauliche Neuordnung in fest umgrenzten Entwicklungsgebieten in Städten und Dörfern entsprechend den §§ 165 ff. im Besonderen Städtebaurecht des Baugesetzbuchs (BauGB) in Deutschland. Sie muss im öffentlichen Interesse liegen und für die Entwicklung der Gemeinde von besonderer Bedeutung sein. Dieses Instrument des Städtebaurechts wurde erstmals durch das Städtebauförderungsgesetz vom 27. Juli 1971 in Deutschland eingeführt.

## Ziele
Ziel einer städtebaulichen Entwicklungsmaßnahme ist es,
- Ortsteile und andere Teile des Gemeindegebiets entsprechend ihrer besonderen Bedeutung für die städtebauliche Entwicklung und Ordnung der Gemeinde oder entsprechend der angestrebten Entwicklung des Landesgebiets oder der Region erstmalig zu entwickeln oder
- im Rahmen einer städtebaulichen Neuordnung einer neuen Entwicklung zuzuführen.

## Vorbereitung und Durchführung
Eine Entwicklungsmaßnahme wird als Gesamtmaßnahme für ein Entwicklungsgebiet – unter Beteiligung der Öffentlichkeit und Mitwirkung der Betroffenen nach umfangreichen vorbereitenden Untersuchungen – von der Gemeinde als Entwicklungssatzung beschlossen und dann einheitlich geplant und durchgeführt. Sie soll dazu führen, dass die Gemeinde ihre städtebaulichen Vorstellungen konzeptionell geschlossener und rascher verwirklichen kann als über die Bauleitplanung. Zur Sicherung der Entwicklung dient auch der Genehmigungsvorbehalt für alle Erwerbsvorgänge und alle wesentlichen Änderungen in dem Bereich. Die Gemeinde hat ein Vorkaufsrecht und kann auch Grundstücksenteignungen ohne Bebauungsplan vornehmen.
Eine Entwicklungsmaßnahme darf nur durchgeführt werden, wenn sie dem „Wohl der Allgemeinheit“ dient und eine besondere Bedeutung für die Entwicklung der Gemeinde hat. Dies trifft insbesondere zu auf Maßnahmen zur Deckung eines erhöhten Wohn- und Arbeitsstättenbedarfs, zur Errichtung von Gemeinbedarfseinrichtungen oder zur Wiedernutzbarmachung von brachliegenden Flächen. Eine einheitliche Vorbereitung und eine zügige Durchführung müssen im öffentlichen Interesse liegen.
Zur Erfüllung der Aufgaben der Gemeinden werden vielfach Sanierungs- und Entwicklungsträger oder andere Beauftragte eingeschaltet (§ 167 BauGB).

## Finanzierung
Eine Entwicklungsmaßnahme wird u. a. dadurch finanziert, dass die Gemeinde die Grundstücke zu dem Wert erwirbt, der ohne Aussicht auf die Entwicklungsmaßnahme zustande kommen würde. Die baureifen Grundstücke werden nach der Entwicklungsmaßnahme zu dem dann höheren Verkehrswert veräußert. Eigentümer, die ihre Grundstücke behalten, haben einen Ausgleichbetrag in Höhe der Differenz zwischen den Verkehrswerten vor und nach Durchführung der Maßnahme zu entrichten. Die sonst üblichen Erschließungsbeiträge entfallen hierbei. Dass die Differenz der Grundstückspreise vor und nach der Entwicklungsmaßnahme zu ihrer Finanzierung ausreicht, ist allerdings nicht immer der Fall, womit die Stadt ein Risiko trägt. Eine Entwicklungsmaßnahme kann gegebenenfalls auch im Rahmen der Städtebauförderung unterstützt werden.

## Verweis auf die städtebauliche Sanierungsmaßnahme
Der Ablauf einer städtebaulichen Entwicklungsmaßnahme entspricht – mit einigen wichtigen Unterschieden – annähernd dem Ablauf einer städtebaulichen Sanierung. Entsprechend wird in § 169 BauGB bei der Durchführung einer Entwicklungsmaßnahme ergänzend auf die städtebauliche Sanierung nach § 136 ff. BauGB zurückgegriffen. Insbesondere auf die Vorschriften zur Vorbereitung, zur Durchführung, zum Bodenrecht, zu den Beauftragten etc. nach §§ 136 ff. des Baugesetzbuches.
Siehe auch: Stadterneuerung | Städtebaulicher Denkmalschutz | Stadt | Stadtentwicklung | Historischer Stadtkern | Städte mit historischen Stadtkernen | Baugesetzbuch | Sanierungsträger

## Beurteilung
Das Instrument der Entwicklungsmaßnahme ist für die Kommunen an hohe Hürden geknüpft (Wohl der Allgemeinheit, enteignungsrechtliche Vorwirkung, Nachweis des erhöhten Bedarfs an Wohn- und Arbeitsstätten, zügige Durchführung, mangelnde Finanzmittel der Gemeinde zum Grundstückserwerb) und findet daher nur selten Anwendung.

## Beispiele
In Deutschland fand das Instrument der städtebaulichen Entwicklungsmaßnahme bisher beispielsweise bei folgenden Projekten Anwendung:
- Am Riedberg (Frankfurt) – ab 2001[1]
- Am Martinszehnten (Frankfurt) – ab 2002[1]
- Marienberg (Nürnberg)[2]
- Nördlich Hafner (Konstanz) – ab 2021[3]
- Areal der Branntweinmonopolverwaltung (Nürnberg)[2]